# Asanace (divadelní hra)
Asanace: hra o pěti jednáních je divadelní hra českého dramatika, esejisty, posledního prezidenta Československa a prvního prezidenta České republiky Václava Havla. Poprvé byla vydána roku 1987 v samizdatové podobě v rámci edice Petlice, podruhé exilovým nakladatelstvím Poezie mimo domov (také známé jako Obrys/Kontur - PmD). Třetí vydání je z roku 1990 a obsahuje i fotografickou přílohu sledující Václava Havla od 17. listopadu do jeho jmenování prezidentem.

## Děj
Skupina architektů plánuje demolici středověkého městečka v podhradí, aby zde mohlo být vybudováno panelové sídliště. V rozhodování je ale limitují pan Tajemník a páni inspektoři. Chvíli se zdá, že k asanaci dojde, chvíli zase, že ne. Hra kromě této roviny ale sleduje i vztahy jednotlivých postav.

## Prostředí
Hra se odehrává v období komunistické normalizace v Československu podobně jako jiné autorovy knihy (Audience například). Havel toto období velmi dobře znal, prožil v něm většinu svého tvůrčího života.

## Téma
Literární tvorba Václava Havla se často řadí k absurdnímu dramatu. I u této hry je patrný absurdní humor a je tematizovaná nesmyslnost některých činností. Hra se také zaobírá tím, jaký byl život v komunistickém Československu.

## Překlad
Hra byla přeložena do němčiny, angličtiny, francouzštiny, srbštiny, rumunštiny, islandštiny, polštiny, gruzínštiny a maďarštiny.

## Divadelní inscenace
- 1990
  - Realistické divadlo Praha, režie: Karel Kříž, československá premiéra[6]
  - Státní divadlo v Ostravě (Komorní scéna v Divadle loutek), režie: Jozef Adamovič[7]
  - Státní divadlo Brno, režie: Peter Scherhaufer[8]
- 2012 - Divadlo Na zábradlí, režie: David Czesany[9]
- 2016 - Klicperovo divadlo Hradec Králové (Studio Beseda), režie: Andrej Krob[10]